# .su
.su — в Інтернеті, національний домен верхнього рівня (ccTLD) для Радянського Союзу.
Домен використовується і досі, хоча Радянський Союз вже припинив своє існування. Фактично є російським доменом. Спонсор і від 1993 адміністратор — Російський Інститут розвитку суспільних мереж (РосНДІРСМ), м. Москва, Росія; від 2009 технічне забезпечення — «Технічний центр інтернет» (обслуговує домени .ru, .рф і .su), м. Москва, Росія.
У цьому домені нараховується близько 108 697 сторінок (станом на 2 лютого 2024), згідно з інформацією наданою російським урядом.